# Данзас, Юлия Николаевна
Ю́лия Никола́евна Данза́с (9 мая 1879, Афины — 13 апреля 1942, Рим) — российский историк религии, католический теолог, публицист, религиозный деятель; принадлежала к Русскому апостолату в зарубежье.

## Биография
Происходила из дворянского рода Данзасов. Отец, Николай Карлович Данзас (1843—1888), приходился племянником Константину Данзасу (секунданту Пушкина). Их род восходит к XIII веку и был широко известен во Франции. Николай Карлович состоял российским поверенным в делах в Греции, где 14 ноября 1873 года женился на Ефросинье Эммануиловне Аргиропуло (1846—1920), дочери отставного драгомана при русской миссии в Константинополе. В Афинах 9 мая 1879 года у них родилась дочь Юлия. По материнской линии она происходила из знатного греческого рода Аргиропуло, ведущего своё происхождение от византийского императора Романа Аргира.
После смерти отца в 1888 году переехала с матерью и братом Яковом в имение Данзасов в Харьковской губернии, затем семья переселилась в Петербург. В 1895 году сдала экзамены на аттестат зрелости в 6-й мужской Санкт-Петербургской гимназии и уехала в Париж и стала вольнослушательницей Сорбонны, где изучала философию и психологию. Во Франции она познакомилась с крупнейшими историками раннего христианства Адольфом фон Гарнаком и аббатом Луи Дюшеном.
Вернувшись в Россию, Данзас сотрудничала с газетой «Окраины России». Статьи подписывала псевдонимом «Юрий Николаев», в них она резко выступала против социалистических идей и сепаратизма Финляндии.
В 1907 году императрица Александра Фёдоровна предложила ей заняться вместе с ней благотворительной деятельностью и стать её фрейлиной.
В 1906 году под псевдонимом Ю. Николаев вышла первая книга Данзас — «Запросы мысли», где отстаивала свободу религиозно-философской мысли и выступала против социалистических идей. В 1913 году под тем же псевдонимом она издала книгу «В поисках за Божеством» — первую монографию на русском языке о гностицизме I—II веков. Эта книга заинтересовала Максима Горького, и он встретился с автором. Впоследствии круг интересов Данзас (в частности, интерес к хлыстовству) и, возможно, некоторые черты её характера отразились в образе Марины Зотовой в романе «Жизнь Клима Самгина».
В 1914 году, когда началась Первая мировая война, отправилась на фронт, где заведовала полевым складом Общества Красного Креста 10-й армии.
В 1916 году поступила добровольцем в 18-й Оренбургский казачий полк и приняла участие в боевых действиях. Была награждена Георгиевским крестом.
После Февральской революции возвратилась в Петроград. Временное правительство предложило ей командовать женским ударным батальоном, но она отказалась. В 1917 году Данзас представила к защите в Петроградском университете магистерскую диссертацию по всеобщей истории, однако защита не состоялась.
23 октября 1918 года Данзас поступила на работу в Публичную библиотеку. Знание 9 языков делало её ценной сотрудницей. Юлия Николаевна работала в отделении богословия (отделении культов), в конце концов возглавив это подразделение. В марте 1919 года Данзас была переведена в отделение филологии, а в конце 1919 года — в отделение инкунабул, в июне 1920 на неё было возложено руководство научной работы с данными первопечатными (старопечатными) книгами.
Кроме того, она читала лекции по истории Англии и Франции во 2-м Государственном университете (Психоневрологический институт), была членом Философского общества при Петроградском университете, одним из организаторов «Союза Соборной Премудрости», сотрудничала с издательством «Всемирная литература», подготовила монографию «Платон». В 1920 году Горький предложил ей работу в Доме учёных Петрограда.
На одном из собраний в Доме учёных Данзас познакомилась с руководителем русских греко-католиков, отцом Леонидом Фёдоровым. Под его влиянием она приняла католичество, вместе с ним организовала в 1921 году доминиканскую монашескую общину Святого Духа, а в 1922 году постриглась в монахини под именем Иустины.
11 ноября 1923 года Данзас была арестована, как и другие члены общины русских католиков Петрограда. Была обвинена в создании контрреволюционной организации и во внесудебном порядке осуждена на 10 лет лишения свободы. Отбывала срок сначала в Иркутской тюрьме, а с сентября 1928 года — в Соловецком лагере особого назначения. Там она работала счетоводом и библиотекарем «Музея общества краеведения». Есть свидетельства, что на Соловках она виделась с Горьким. В сентябре 1932 года её перевели в лагерь на станции Медвежья Гора, где она работала в отделе статистики управления строительством Беломорско-Балтийского канала.
В декабре 1932 года по ходатайству Горького, а также брата, жившего в Германии, Данзас была освобождена за год до окончания срока заключения. Жила в Ленинграде и Москве, а затем, при содействии Горького, в декабре 1933 года эмигрировала из СССР. Поселилась сначала в Берлине у брата, затем во Франции, сначала в монастыре Notre-Dame-de-Prouille, а потом в Лилле, где работала в доминиканском центре по изучению России «Истина».
Во Франции издавала журнал «Russie et Chrétienté» и написала воспоминания о Соловецком лагере, «Bagne rouge. Souvenirs d’une prisonnière au pays des Soviets» (Juvisy, 1935), вышедшие анонимно, а также книги по истории русской религиозной мысли «L’Itinéraire religieux de la conscience russe» (Juvisy, 1935), (вызвала резко отрицательный отзыв Н. А. Бердяева) и «Les réminiscences gnostiques dans la philosophie religieuse russe moderne» (Rev. des sciences philos. et théol. 1936. № 4).
В 1940 году Данзас переехала в Рим, где читала лекции в папской коллегии «Руссикум».

### Произведения
- В 1942 году в Риме издала на русском языке книгу «Католическое Богопознание и марксистское безбожие», второе переиздание Русского центра Фордемского университета в Нью-Йорке[5].
- Книга на итальянском языке об императрице Александре Фёдоровне.
- Воспоминания «Красная каторга».
- «В поисках Божества. Очерки из истории гностицизма» под псевдонимом Юрий Николаев.